# The Rescues
The Rescues è un gruppo musicale californiano formato nel 2008. È un gruppo composto da quattro persone.

## Discografia
- Crazy Ever After (2008)
- The Rescues - EP (2010)
- Let Loose The Horses (2010)
- Blah Blah Love and War (2012)

## Componenti
- Gabriel Mann
- Kyler England
- Rob Giles
- Adrianne Gonzalez

### Altri
- Rebecca Kneubhul - solo nei brani Guide You Home (I Would Die For You) ed This Broken Soul.